# Ganassi

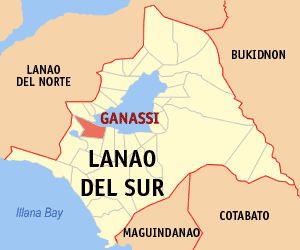
Bản đồ Lanao del Sur với vị trí của Ganassi

Ganassi là một đô thị hạng 1 ở tỉnh Lanao del Sur, Philippines. Theo điều tra dân số năm 2000 của Philipin, đô thị này có dân số 18.947 người trong 3.038 hộ.

## Các đơn vị hành chính
Ganassi được chia ra 32 barangay.
| - Bagoaingud - Balintad - Barit - Bato Batoray - Campong a Raya - Gadongan - Gui - Linuk - Lumbac - Macabao - Macaguiling | - Pagalongan - Panggawalupa - Pantaon A - Para-aba - Pindolonan - Poblacion - Baya - Sogod Madaya - Tabuan - Taganonok - Taliogon | - Masolun - Lumbacaingud - Sekun Matampay - Dapaan - Balintad A - Barorao - Campong Sabela - Pangadapun - Pantaon - Pamalian |